# Colegio Mayor Antonio de Nebrija
El Colegio Mayor Universitario Antonio de Nebrija es uno de los seis Colegios Mayores de fundación directa de la Universidad Complutense de Madrid (UCM). Se encuentra ubicado en la Ciudad Universitaria de Madrid y alberga entre sus muros a estudiantes universitarios desde 1951.

## Historia
La Historia del Colegio Mayor corre pareja a la de la Universidad Complutense. Del mismo modo que ésta tiene su origen en la institución que con ese nombre fundara el Cardenal Cisneros en Alcalá de Henares y que cerró sus puertas en 1836 para ser trasladada a Madrid con el nombre de Universidad de Madrid o Universidad Central, el origen del Colegio Mayor Nebrija hay que encontrarlo en el Colegio Secular de San Felipe y Santiago, en Alcalá de Henares, instituido en 1551 por el entonces Príncipe y luego rey Felipe II  para estudios de teología, cánones y leyes de los hijos de los criados de la Corte y por ello denominado “Colegio del Rey”.
Con ocasión del cuarto centenario de su creación, el 7 de marzo de 1951 se inauguran oficialmente las instalaciones. Los discursos oficiales del Director del Colegio Mayor, del Rector de la Universidad y del Ministro de Educación enfatizan el antecedente secular de la institución y su fundación en el siglo XVI. Suscriben acta el entonces Jefe del Estado Francisco Franco y el obispo de Madrid-Alcalá, D. Leopoldo Eijo y Garay (quien consta en el documento con su título de “Patriarca de las Indias Occidentales”) expresando que con la creación de la nueva institución refundan el antiguo Colegio de San Felipe y Santiago o del Rey de la Universidad de Alcalá. Un ejemplar original del acta, sobre pergamino iluminado y letra capitular, se conserva en el antedespacho del director del mayor, dependencia denominada “Salón del Rey” por la copia de un retrato que de D. Felipe II hizo Antonio Moro y que preside la estancia en recuerdo del ilustre fundador.

## Arquitectura
El Colegio Mayor Universitario Antonio de Nebrija se ubica en el Campus de Moncloa de la Universidad Complutense de Madrid, a la que se adscribe. Los edificios de los Colegios Mayores formaban parte del Proyecto de Ciudad Universitaria de Madrid desde su concepción bajo el reinado de Alfonso XIII, cuando la corona cedió para su construcción diversos terrenos de la zona de Moncloa, mediante un Real Decreto, y otros fueron comprados o cedidos por particulares. Fue el arquitecto Modesto López Otero quien tuvo la dirección técnica del proyecto en su conjunto, aunque luego se unirían otros colegas para la construcción de cada uno de los edificios. El Arquitecto Luis Lacasa Navarro, recibió el encargo de la nueva sede de la Residencia de Estudiantes, el famoso centro vinculado a la Institución Libre de Enseñanza del que fue, asimismo, alumno y en donde mantuvo amistad con Alberto Sánchez, García Lorca y Buñuel. La Guerra Civil interrumpió las obras apenas iniciadas y el arquitecto Lacasa fue depurado junto con los también arquitectos Manuel Sánchez Arcas y Bernardo Giner de los Ríos los tres condenados con inhabilitación perpetua para el ejercicio de su profesión en acuerdo posteriormente dejado sin efecto ya en la democracia) y hubo de partir para el exilio. Finalizada la contienda, se reanudaron las obras ya bajo la dirección del arquitecto Javier Barroso y Sánchez-Guerra. A este arquitecto, autor de la restauración de la Colegiata de San Isidro tras su incendio intencionado durante la II República, se debe también el Estadio del Manzanares, hoy Estadio Vicente Calderón,  de cuyo club titular, Atlético de Madrid, fue presidente entre 1955 y 1964 Abandonada la idea de trasladar la Residencia de Estudiantes al nuevo emplazamiento, se rescata la institución de los Colegios Mayores – de añeja tradición en la universidad española – de forma que el proyecto inicial de residencia de estudiantes, se transforma en la sede de los Colegios Mayores de la Universidad Complutense de Madrid.

## Instalaciones
El Colegio Mayor se divide en un edificio central de tres plantas con los servicios comunes.  Unidos al pabellón central mediante un pasaje cubierto hallan las dependencias para habitaciones de colegiales. Originalmente, el Colegio contaba con dos pabellones (tradicionalmente denominados "Argüelles" y "Moncloa" por ser contiguos, como los barrios de Madrid homónimos y próximos al colegio) pero en el curso 1990-1991 un bloque de habitaciones que había pertenecido al cercano Colegio Mayor Diego de Covarrubias fue adscrito al CMU Nebrija (por esa razón, y por coincidir la adscripción con la 1.ª Guerra del Golfo, se conoce entre los Colegiales como “Kuwait”, denominación que hizo fortuna y que se mantiene desde entonces).
-Argüelles: 38 habitaciones individuales todas ellas con baño propio.
-Moncloa: 67 habitaciones, 22 de ellas con baño propio y 45 con baño compartido dos a dos. Además 8 habitaciones son dobles. 
-Kuwait (actualmente cerrado): 46 habitaciones individuales con lavabo y baño compartido por pasillos.
Además el Colegio dispone de salas para la realización de las actividades que este ofrece:
- Salón de actos
- Sala de actividades (antigua capilla)
- Pista polideportiva
- Lavadoras y secadoras a monedas
- Servicio de lavandería
- Bar
- Sala de televisión
- Sala de vídeo
- Sala de juegos
- Gimnasio
- Biblioteca
- Salas de estudio
- Salas de arquitectura
- Comedor actualmente reformado
- Estas salas se encuentran distribuidas en las zonas comunes, el exterior y el sótano del pabellón de Moncloa. Las salas de Televisión, vídeo, informática, fotografía y el gimnasio se encuentran situadas en el sótano de Moncloa, la pista en el exterior, mientras que el resto se encuentran en el edificio central.

Se encuentra en una zona muy tranquila junto al gran parque del Oeste pero muy centro de Moncloa y el centro de la ciudad. Se comunica con el resto de Madrid gracias a las líneas de bus y metro. Se encuentra a aproximadamente 8 minutos tanto de las estaciones de Ciudad Universitaria(L6) como del intercambiador de Moncloa(L3, L6). Entre líneas de buses encontramos las siguientes: A, U, 161, 160, 162, 46, 133, 83, 82, 132, G y por la noche cuenta con el servicio de bus nocturno de la línea N20. 

## Armas
El Colegio Mayor Antonio de Nebrija trae por armas: Escudo partido. En el primer cuartel, sobre campo de gules, un castillo de oro almenado de 3 almenas, mazonado de sable y aclarado de azur, que es de Castilla. El segundo, de sinople con un cisne de plata nadando. Rodeado del collar del Toisón de Oro y rodeando éste una cinta de gules cargada de letras de oro, en la diestra "Magnes Amo" y en la siniestra "Ris Amor" (Del latín "magnes amoris amor"). Al timbre, corona real cerrada, que es un círculo de oro compuesto de ocho cruces, visibles cinco, de las que parten cuatro diademas de oro que convergen en un orbe sumado de cruz, ambas de oro.

## Colegiales ilustres
- Juan Navarro Baldeweg, arquitecto.
- Luis Peña Ganchegui, arquitecto.
- Andrés Fernández-Albalat Lois, arquitecto.
- Gerardo Delgado Barrio, físico e investigador.
- José María Odriozola, químico y presidente de la Real Federación Española de Atletismo.
- Francisco Cal Pardo, expresidente de TECNIBERIA y ex director general de AENA.